# Manevrska struktura narodne zaščite
Manevrska struktura narodne zaščite (kratica MSNZ) je bila slovenska paravojaška organizacija, katere osnovni namen oblikovanja je bil varstvo ukrepov nastajajoče slovenske države.

## Zgodovina
15. maja 1990 je komandant Republiškega štaba Teritorialne obrambe Republike Slovenije (TO RS) generalpodpolkovnik Ivan Hočevar izdal ukaz (katerega je podpisal njegov načelnik Drago Ožbolt‎) o premestitvi orožja TO RS iz lastnih skladišč v skladišča pod nadzorom Jugoslovanske ljudske armade (JLA); dejanskega premeščanja orožja je bilo pravzaprav malo, saj je slovenska TO več kot 70% svojega orožja že hranila v vojašnicah JLA. Ukaz je bil izdan dva dni pred prisego Demosove vlade, ki se je prizadevala za osamosvojitev Slovenije.
Zaradi nezaupanja v namene JLA in nadzora vojaške obveščevalne službe nad TO so nekateri sodelavci sekretariatov za ljudsko obrambo in notranje zadeve začeli ustanavljati sprva neformalno obrambno mrežo, ki jo je vlada na predlog sekretarjev za notranje zadeve in ljudsko obrambo legalizirala kot Manevrsko strukturo Narodne zaščite (MSNZ). Ta je vseeno ostala skrivna. MSNZ je v obdobju po prevzemu oblasti s strani Demosa predstavljala silo pod nadzorom nove oblasti. Za načelnika MSNZ je bil imenovan rezervni stotnik Tone Krkovič. Namen MSNZ je bil doseči določeno pripravljenost v obdobju po ukazu o premeščanju orožja TO pod nadzor JLA ter v obdobju, ko je Slovenija sprejemala ustavne amandmaje, s katerimi je pristojnost nad imenovanjem kadrov v TO in razoroževanjem ter poveljevanjem nad TO prenesla na Predsedstvo RS.
Od junija do oktobra 1990 je bilo prizadevanje republiškega sekretariata za ljudsko obrambo usmerjeno v pridobitev nadzora tudi nad TO. Vanjo si je prizadeval vključiti večje število rezervnih častnikov slovenske narodnosti, s katerimi naj bi nadomestilo skupino poklicnih častnikov. Ker ni sodeloval z republiškimi organi, je Predsedstvo RS odstavilo poveljnika TO Slovenije, generalmajorja Ivana Hočevarja in imenovalo rezervnega majorja Janeza Slaparja. Zvezni sekretariat za ljudsko obrambo ni sprejel Hočevarjeve odstavitve, tako je bil Republiški štab TO nekaj časa celo dvojen, vendar je bil Hočevarjev štab le formalen, brez vsakega vpliva na enote TO. Z ustavnim amandmajem, sprejetim 28. septembra 1990, je Slovenija tudi formalno prevzela vse pristojnosti nad TO. Novi štab TO je postopno spremenil njeno organizacijsko strukturo, v začetku oktobra 1990 pa je bila v TO vključena tudi mreža MSNZ. MSNZ naj bi tako delovala približno polpeti mesec. Generalmajor Janez Slapar glede začetkov MSNZ poda drugačno videnje: »Oblikovanje MSNZ se je začelo pozno poleti in tisti, ki pravijo, da se je začelo 17. maja, močno pretiravajo. Gorenjska se je v projekt vključila avgusta 1990.« Mreža MSNZ je bila 3. oktobra 1990 ukinjena z ukazom sekretarja za notranje zadeve, Igorja Bavčarja.
MSNZ je bila naložena vrsta nalog. Pričela se je pripravljati za (morebitni) neposredni spopad z JLA s pripravo usklajenega delovanja, izdelavo vojnih načrtov, zbiranja obveščevalnih informacij, organizacijo osamosvojilnih sil, vzpostavitve tajnih skladišč orožja in vojaške opreme,.... Nekateri pripadniki MSNZ pa so bili tako ali drugače vpleteni tudi v trgovanje z orožjem v imenu države in tudi za svoj interes. Trgovina z orožjem je v nemajhni meri potekala zunaj vseh institucionalnih okvirov RS, zunaj tržne logike in zunaj moralnih načel. Orožje so pošiljali na Hrvaško že pred referendumom o samostojnosti decembra 1990. Čeprav je orožje TO maja 1990 zasegla JLA in je Slovenija potrebovala vsako puško, je bilo v začetku septembra 1990 iz Kočevske Reke na Hrvaško odpeljano: 2 protiletalska topa (kalibra 20 mm) s tisoč naboji, 4 težki mitraljezi (kalibra 12,7 mm) s 14.000 naboji, 200 protitankovskih min in 41.000 različnih nabojev. Pred osamosvojitvijo je pripadnikom TO najbolj primanjkovalo protiletalskega orožja, kljub temu ga je načelnik MSNZ Krkovič že pred spopadom in plebiscitom v Sloveniji brez posledic izvažal na Hrvaško.
Leta 2000 je predsednik Republike Slovenije Milan Kučan odlikovan pripadnike MSNZ s zlatim častnim znakom svobode Republike Slovenije »za izjemne zasluge pri obrambi svobode in uveljavljanju suverenosti Republike Slovenije v času, ki je bil usoden za slovensko prihodnost«.

## Odlikovanja
Za pripadnike MSNZ so bila ustanovljena naslednja odlikovanja:
- Priznanje Manevrske strukture narodne zaščite[9]:

- Red Manevrske strukture narodne zaščite
- Medalja Manevrske strukture narodne zaščite

- Spominski znak 15. obletnica manevrske strukture narodne zaščite